# Pieter van Loenen
Pieter van Loenen (Den Haag, 29 maart 1993) is een Nederlands violist.

## Loopbaan
Van Loenen begon met vioolspelen toen hij zes jaar oud was met lessen van zijn tante Koosje van Haeringen (zijn moeder is pianiste Joke van Haeringen). Hij studeerde aan het Koninklijk Conservatorium (Den Haag) bij Vera Beths. Tijdens zijn masterstudie studeerde hij een jaar in Oslo bij de Noorse violist Terje Moe Hansen. In 2016 haalde hij zijn masterdiploma met een 10 met onderscheiding en won daarmee de Fock-medaille voor het beste examen aan het Koninklijk Conservatorium. Tegelijkertijd voltooide hij ook een studie rechten aan de Universiteit Leiden, waar hij lid werd van Mordenate College, de studievereniging voor excellente rechtenstudenten opgericht door Hein Schermers.
Van Loenen won de eerste prijs tijdens de nationale finale van het Prinses Christina Concours (2010) en de tweede prijs en de NTR Publieksprijs bij het Nederlandse Vioolconcours, categorie Oskar Back (2016). Hij was 'young artist in residence' van de NJO Muziekzomer 2018 en won de Dutch Classical Talent Award publieksprijs 2019.
Als solist trad Van Loenen op met onder meer het Rotterdams Philharmonisch Orkest, Nationaal Jeugd Orkest, Domestica Rotterdam, het Nederlands Studentenorkest, het Jeugdorkest Nederland en het Utrechtsch Studenten Concert. In 2016 werkte hij samen met Het Nationale Ballet als solist in Night Fall, een ballet opgenomen voor virtual reality.
In 2020 bracht Van Loenen samen met pianist Tobias Borsboom zijn debuutalbum ‘The Silence Between’ uit bij het label TRPTK.